# Церковь Святого Квифана
Церковь Святого Квифана (более известная как Маленькая церковь в море — валл. Eglwys bach y môr) — средневековая церковь, в Уэльсе.
Посвящена Кевину Глендалохскому.
Расположена на небольшом приливном острове Крибинау.

## История и архитектура
Известна с 12-го века. Первоначально церковь стояла на краю полуострова между двумя заливами, Порт-Квифан и Порт-Чайна. В последующие годы море медленно размывалось вокруг побережья в двух заливах, поэтому полуостров был отрезан, превратив Крибинау в небольшой приливный остров. К острову была проложена дамба, чтобы позволить местному населению добраться до церкви.
K концу XIX века некоторые могилы, окружавшие церковь, начали падать в море.
За это время церковь пришла в упадок и была заменена новым зданием в глубине острова, в Ллангвифане. Однако в 1893 году местный архитектор Гарольд Хьюз собрал деньги для спасения церкви, построив дамбу вокруг острова и восстановив здание церкви.
Церковь до сих пор используется и пользуется популярностью для проведения свадеб и крещений.